# بر دنس (مونتانا)
بر دنس (به انگلیسی: Bear Dance) شهری در ایالت مونتانا کشور ایالات متحده آمریکا است که جمعیت آن در سرشماری سال ۲۰۱۰ میلادی، ۲۷۵ نفر بوده‌است.